# Henriette Poirier
Pour les articles homonymes, voir Poirier (homonymie).
Henriette Poirier, dite Cany Poirier, née le 26 octobre 1936 à Bordeaux (Gironde) et morte le 24 février 2010 à Bègles, est une femme politique française, militante au Parti communiste élue députée européenne de la première législature.

## Biographie
Henriette nait le 26 octobre 1936 à Bordeaux. Ses parents, Henri Chassaing et Régine Allo sont deux militants communistes. Peu avant sa naissance, ses oncles Louis et Roger Allo sont partis combattre en Espagne au sein des Brigades internationales. Si Louis n'en revient pas, Roger rentre en 1938 mais est appréhendé par la police française, livré aux Allemands comme otage et fusillé le 24 octobre 1941 au camp de Souge. Régine quant à elle est déportée à Ravensbrück, et sera libérée à la fin de la guerre.
Henriette devient institutrice.
Plus connue sous le surnom de Cany, Henriette devient membre du comité central du Parti communiste, dirigeante de la fédération de la Gironde du PCF, conseillère régionale et conseillère municipale de Floirac. 
Mariée à Guy Poirier, instituteur également, elle a deux filles, Sylvie et Mireille, et trois petits-enfants. 
Dans la dernière partie de sa vie, elle ravive la commémoration des fusillades de Souge : « Il y a suffisamment de générosité chez les jeunes pour qu'ils veuillent défendre les valeurs que portaient les martyrs de Souge ; à nous de trouver les bonnes méthodes de communication et d'échange avec eux pour que la mémoire collective n'oublie jamais. ».
Elle meurt le 24 février 2010.

## Détail des fonctions et des mandats
Mandat parlementaire
- 17 juillet 1979 - 23 juillet 1984 : Députée européenne